# دکارت‌گرایی
روش دکارتی سیستم فلسفی و علمی رنه دکارت و پیشرفت بعدی آن توسط سایر اندیشمندان قرن هفدهم است که مهمترین آنها فرانسوا پوولین د لا بار، نیکولا مالبرانش و باروخ اسپینوزا بودند. دکارت اغلب از اولین متفکرانی محسوب می‌شود که بر استفاده از دلیل برای توسعه علوم طبیعی تأکید می‌کند. فلسفه برای او یک سیستم تفکر بود که تمام دانش را در خود گنجانیده بود و آن را از این طریق بیان می‌کرد:
کارهای ارسطو و سنت آگوستین بر استدلال کوجیتوی (cogito) دکارت تأثیر گذاشت و شاید اندکی تردید وجود داشته باشد که آنها معرفت‌شناس بودند. علاوه بر این، بین اثر دکارت و جورج کمپبل، فیلسوف اسکاتلندی با عنوان فلسفهٔ بلاغت، شباهتی چشمگیر وجود دارد. او در تأملات خود دربارهٔ فلسفه اول می‌نویسد: "پس من چه هستم؟ چیزی که فکر می‌کند. چیزی که فکر می‌کند چیست؟ این چیزی است که شک، درک، [تصور]، تأیید، انکار، وصیت می‌کند، امتناع می‌کند که این نیز تصور و احساس می‌شود.»
دکارتی‌ها ذهن را کاملاً جدا از بدن می‌دانند. تصور می‌شود که حس و ادراک از واقعیت، منشأ نادرستی و توهمات است و تنها حقایق قابل اطمینان در وجود یک ذهن متافیزیکی وجود دارد. چنین ذهنی ممکن است با بدن جسمی در تعامل باشد، اما در بدن وجود ندارد و حتی در همان صفحه جسمی مانند بدن وجود ندارد. در پاسخ به پرسش چگونگی تعامل ذهن و بدن، دکارتی‌های مختلف پاسخ‌های متفاوتی ارائه می‌دهند. دکارت در این مورد نوشت: "ما باید از همهٔ اینها نتیجه بگیریم مواردی که ما به روشنی و واضح به عنوان مواد متنوع تصور می‌کنیم؛ همانطور که ذهن و بدن را از نظر ما می‌دانند، در واقع موادی هستند که اساساً از دیگری متمایز هستند و این همان است. نتیجه‌گیری از مراقبه ششم. " بنابراین، ما می‌توانیم ببینیم، در حالی که ذهن و بدن در واقع جدا هستند، زیرا آنها می‌توانند از یکدیگر جدا شوند، اما دکارت متوجه می‌شود، ذهن یک کل است، غیرقابل ازهم‌گسیختگی، در حالی که بدن می‌تواند تا حدودی از خودش جدا شود، مانند وقتی که یک بازو یا پا از دست می‌رود.

## هستی‌شناسی
دکارت اظهار داشت که تمام هستی در سه ماده مجزا وجود دارد که هر کدام ذات خاص خود را دارند:
- ماده: بسط یافته در سه بعد
- ذهن: فکر خودآگاه
- خدا: وجود لازم